# Lohengrin
Lohengrin (Loherangrin) a brit-kelta mondákban Percival és Kondviramur fia, Kardais testvére, a Grál-lovagok egyike.

## A monda
Amikor Lohengrin értesül arról, hogy Telramud herceg csellel feleségül akarja venni Elza hercegnőt, hattyú által húzott csónakján odautazik, legyőzi  az álnok herceget és ő veszi feleségül Elzát. Csupán egyetlen dolgot kér tőle: soha ne kérdezze, honnan jött a férje. Boldogan élnek, de egy udvaronc ármánykodása folytán Elza mégis megkérdezi, hol a hazája Lohengrinnek. Ekkor Lohengrin összehívja az ország vezetőit, mindent elmond magáról és a Grálról, majd búcsút vett családjától, beszáll csónakjába és örökre eltávozik.

## A történet feldolgozásai a kultúrában
- Garin le Loherain, a hattyúlovag
- Richard Wagner operája.